# Liste der Kulturdenkmale in Ottenhain
In der Liste der Kulturdenkmale in Ottenhain sind die Kulturdenkmale des Ortsteils Ottenhain der sächsischen Gemeinde Kottmar verzeichnet, die bis November 2018 vom Landesamt für Denkmalpflege Sachsen erfasst wurden (ohne archäologische Kulturdenkmale). Die Anmerkungen sind zu beachten.

## Liste der Kulturdenkmale in Ottenhain
| Bild                                    | Bezeichnung | Lage                                            | Datierung                                                                              | Beschreibung | ID       |
| --------------------------------------- | --- | ----------------------------------------------- | -------------------------------------------------------------------------------------- | --- | -------- |
| Weitere Bilder                          | Rittergut Niederottenhain (Sachgesamtheit)                                                                                                  | Am Gemeindeamt 1, 2, 3, 4, 6, 7 (Karte)         | Um 1850                                                                                | Sachgesamtheit Rittergut Niederottenhain, mit folgenden Einzeldenkmalen: Herrenhaus (Nr. 3) und vier Wirtschaftsgebäude (Nr. 1, 2, 4 und 6) sowie Einfriedungsmauern am Gutspark (siehe Einzeldenkmal 08960689), mit folgenden Sachgesamtheitsteilen: weitere Wirtschaftsgebäude (Nr. 5 und 7), Stützmauer zum Krummbach und Felsenkeller sowie Gutspark mit altem Baumbestand (Gartendenkmal); ortsbildprägend und ortshistorisch von Bedeutung, Herrenhaus mit neogotischen Elementen. Die Geschichte des Rittergutes Niederottenhain reicht bis ins 16. Jahrhundert zurück. Zum Ensemble des Rittergutes gehören neben dem Herrenhaus vier um einen großen Innenhof angeordnete Wirtschaftsgebäude und ein Gutspark mit Eiskeller und Einfriedungsmauer. Östlich an das Herrenhaus schließt sich der Gutspark an, der von einer Mauer aus Granitbruchstein eingefriedet wird und einen hohen Altbaumbestand aufweist. Vom ehemaligen Gartenhaus ist nur noch das Plateau erhalten. Eine kleine, von kugelbekrönten Pyramiden flankierte, Granittreppe führt auf eine niedriger gelegene Terrasse, in die u. a. ein ziegelgewölbter Eiskeller eingetieft ist. Dem Herrenhaus kommt aufgrund seiner architektonischen Gestaltung bauhistorische Bedeutung zu, das Rittergut in seiner Gesamtheit ist von ortsgeschichtlichem Belang für Ottenhain. | 09303236 |
| Weitere Bilder                          | Herrenhaus (Nr. 3) und vier Wirtschaftsgebäude (Nr. 1, 2, 4 und 6) sowie Einfriedungsmauern am Gutspark (Einzeldenkmale zu ID-Nr. 09303236) | Am Gemeindeamt 1, 2, 3, 4, 6 (Karte)            | Um 1850 (Herrenhaus); Nr. 1 bezeichnet mit 1860 (Wirtschafts-gebäude)                  | Einzeldenkmale der Sachgesamtheit Rittergut Niederottenhain; Herrenhaus mit neogotischen Elementen und vier Seitengebäude eines ortsbildprägenden und ortshistorisch bedeutenden Rittergutes. Am Wirtschaftsgebäude Nr. 4 finden sich die Initialen „SGR“, die auf den Bauherren und damaligen Rittergutsbesitzer Samuel Gotthelf Reichel hinweisen. Er erwarb das Rittergut 1831 für 24.000 Thaler, das Stallgebäude wurde laut Inschrift 1834 errichtet. Bis 1861 wurde unter Christoph Ferdinand Sieland das neue, neogotische Herrenhaus gebaut. Der zweigeschossige Bau mit Walmdach wird durch den zinnenbekrönten Turm über dem Eingangsbereich und farblich abgesetzte Ecklisenen akzentuiert. Das Rundbogenportal wird zusätzlich von polygonalen Pfeilern sowie einem Rundbogenfries flankiert. Im Inneren gehen von großzügigen Fluren hohe Räume ab, die zurzeit vom Kindergarten und von Vereinen genutzt werden. Besonders auffällig ist der grün glasierte Kachelofen in der Diele des Erdgeschosses. | 08960689 |
| Direkt Bild zu diesem Denkmal hochladen | Wohnstallhaus | Am Krummbach 11 (Karte)                         | 1. Hälfte 19. Jahrhundert                                                              | Traufständiges, zweigeschossiges Wohnstallhaus in offener Bebauung mit südlich angesetztem Wohnerweiterungsteil und Satteldach. Rückwärtig anschließend niedriges Waschhaus mit Pultdach. Erdgeschoss massiv, Fachwerkobergeschoss verbrettert (mit Deckleisten). Eingang durch vierstufige Granittreppe erhöht, Granittürstock mit Fase, Vordach nachträglich angebracht. Fenster ausgenommen der Anbauten original mit Sprossung (vierteilig), im Erdgeschoss mit Wintervorsatzfenstern. Im Obergeschoss zweiflüglige Doppelfenster mit zeittypischer Holzrahmung und kleinen Dreiecksgiebeln. Giebel des Kernhauses neu einfarbig verschiefert mit Rundbogenfenster. Im Stallbereich großes, zweiflügliges Tor und kleine Stallfenster erhalten. Eingangstür und Tür des Anbaus nicht original. Garteneinfriedung regionaltypisch mit Granitsäulen und Lattenzaun. Als Beispiel der Oberottenhainer Auenbebauung und aufgrund diverser erhaltener Details von baugeschichtlicher Bedeutung. | 08960697 |
| Direkt Bild zu diesem Denkmal hochladen | Wohnstallhaus (Umgebinde) | Am Krummbach 13 (Karte)                         | 2. Hälfte 18. Jahrhundert                                                              | Giebelständiges, zweigeschossiges Wohnstallhaus in Hofbebauung mit Satteldach. Im Erdgeschoss giebelseitig unverschalte, quadratisches, dreijochige Blockstube mit profilierten Säulen, in Brauntönen gefasst. Im Obergeschoss verbrettertes Fachwerk mit Deckleisten, der Giebel ist komplett verschiefert. Ehemaliger Stallteil durchgängig massiv, für Wohnnutzung wurden breitgelagerte Fenster in Erd- und Obergeschoss eingebrochen (wohl 1970er Jahre). Sonstige Fenstergrößen original, aber neue Einflügelfenster mit Mittelsprosse eingebaut, in der Blockstube zusätzliche Veränderung durch Jalousiekästen. Haustür nicht original, Türgewände durch Überputzung nicht sichtbar. Satteldach mit neuer Dachpfannendeckung, mittig oberhalb der Traufe stehende Satteldachgaube mit Holztür und zwei befensterten Taubenöffnungen. Rückwärtig einstöckiger Anbau mit Terrasse und DDR-Geländer. Garteneinfriedung regionaltypisch mit Granitsäulen und Lattenzaun. Auf dem ungepflasterten Hof befinden sich außerdem ein zweistöckiges (Pferde-)Stallgebäude aus der zweiten Hälfte des 19. Jahrhunderts sowie ein flacher, massiver Garagenbau. Das Gebäude war bereits 1982 Teil der Denkmalliste der DDR. Seine bauhistorische Bedeutung ist vor allem der Tatsache geschuldet, dass es sich um eines von nur zwei erhaltenen Umgebindehäusern des Ortes handelt (zusammen mit Hauptstraße 21). Trotz einiger Eingriffe durch Sanierungen repräsentiert es die regionaltypische Bauweise. Die reiche Gestaltung der Umgebindesäulen ist zeittypisch und zeugt von hoher handwerklicher Qualität. | 08960698 |
| Direkt Bild zu diesem Denkmal hochladen | Steindeckerbrücke | Am Krummbach 18 (bei) (Karte)                   | 19. Jahrhundert                                                                        | Regionaltypische Steindeckerbrücke über den Krummbach aus Granitplatten, mittig begrünt. Vier aufrecht stehende Granitblöcke dienen als Eckbegrenzung und Auflager für ein einfaches Rundstahlgeländer. Bau- und ortsgeschichtliches Zeugnis der historischen Zuwegung zwischen den beiden parallel verlaufenden Dorfstraßen „Hauptstraße“ und „Am Krummbach“ in Ottenhain. | 08960658 |
| Direkt Bild zu diesem Denkmal hochladen | Ehemalige Schule, heute Schulmuseum | Dorfstraße 11 (Karte)                           | Bezeichnet mit 1820                                                                    | Obergeschoss Fachwerk, ehemalige erste Schule des Ortes, ortshistorisch relevant | 08960699 |
| Direkt Bild zu diesem Denkmal hochladen | Wohnstallhaus | Hauptstraße 12 (Karte)                          | 1. Hälfte 19. Jahrhundert                                                              | Giebelständiges, zweigeschossiges Wohnstallhaus mit Satteldach. Stallteil und Erdgeschoss des Wohnteils sind aus Bruchstein gemauert, das Wohnobergeschoss besteht aus mit zweifarbigem Schieferbehang verkleidetem Fachwerk. Westlich mehrere Anbauten mit Pultdächern (u. a. Garage). Im straßenseitigen Giebel einziges original erhaltenes vierteiliges Einfachfenster, sonstiges Fenster erneuert und sprossenlos. Im Stallteil zwei große, zweiflüglige Stalltore mit kunstvoll gearbeiteten Segmentbogenstürzen aus Ziegeln. Gitterstalltür und Taubenfenster ebenfalls erhalten. Als einfaches, in weitgehend ursprünglichem Aussehen erhaltenes, regionaltypisches Wohnstallhaus gehört das Gebäude zur Kernbebauung von Niederottenhain und ist als solches von baugeschichtlicher Bedeutung. | 08960692 |
|                                         | Wohnstallhaus | Hauptstraße 15 (Karte)                          | 2. Hälfte 17. Jahrhundert                                                              | Traufständiges, zweigeschossiges, langgestrecktes Wohnstallhaus mit Satteldach und stehender Satteldachgaube. Ehemaliges Umgebindehaus, in der Stockwerksschwelle sind die Blattsassen der ursprünglichen Zimmermannskonstruktion sichtbar. Erdgeschoss jetzt massiv, Obergeschoss einfach geriegeltes Fachwerk mit an den Langständern angeblatteten Fußstreben, an der Giebelseite verbrettert. Türstock und Gewände der Flur- und Stallfenster sind schmucklos aus Granit gearbeitet, vor der Haustür befindet sich eine große Granitstufe. Alle Fenster sind original erhalten – im Erdgeschoss zweiflüglige, sechsteilige Fenster mit Wintervorsatzfenstern, im Obergeschoss vierteilige Einfachfenster mit Lüftungsflügel (Schiebekonstruktion). Westlich zusätzlich angesetzter, massiver, schmaler Scheunenteil mit großem, zweiflügligem Tor. Der nachträgliche Anbau ist an der Änderung der Dachdeckung noch gut nachvollziehbar (Hauptgebäude schiefergedeckt in deutscher Einfachdeckung mit aufgelegtem Rand; Anbau mit Biberschwanzdeckung). Aufgrund des Erhaltungszustandes in hochgradig ursprünglichem Aussehen ist das Haus baugeschichtlich von großer Bedeutung für die Entwicklung ländlicher Holzkonstruktion in der Oberlausitz. | 08960694 |
| Direkt Bild zu diesem Denkmal hochladen | Friedhof Ottenhain (Sachgesamtheit) | Hauptstraße 15 (gegenüber) (Karte)              | 1899                                                                                   | Sachgesamtheit Friedhof Ottenhain, mit folgenden Einzeldenkmalen: Kapelle und Glockenhaus (siehe Einzeldenkmal 08960695) sowie Friedhofsanlage (Gartendenkmal); baugeschichtlich und ortsgeschichtlich von Bedeutung, kleiner Friedhof mit gotisierender Kapelle (Dachreiter) und kleinem Backsteingebäude (Glockenhaus) auf Granitsockel | 09303237 |
| Direkt Bild zu diesem Denkmal hochladen | Kapelle und Glockenhaus (Einzeldenkmale zu ID-Nr. 09303237)                                                                                 | Hauptstraße 15 (gegenüber) (Karte)              | 1899                                                                                   | Einzeldenkmale der Sachgesamtheit Friedhof Ottenhain; baugeschichtlich und ortsgeschichtlich von Bedeutung, kleiner Friedhof mit gotisierender Kapelle (Dachreiter) und kleinem Backsteingebäude (Glockenhaus) auf Granitsockel. Den Entwurf für die 1899 errichtete neogotische Kapelle lieferte der Dresdner Architekt Arthur Fritzsche, mit der Bauausführung wurde Paul Schrader aus Löbau betraut. Es handelt sich um einen einschiffigen, weiß verputzten Feldsteinbau mit polygonaler Apsis, Satteldach und Dachreiter. Der Raum ist über Spitzbogenfenstern belichtet, in der Apsis finden sich drei Fächerfenster. Durch die Lage am Hang entsteht unterhalb der Apsis ein zweiter, kleiner Raum, dessen Eingang an der dem Friedhof zugewandten Seite von einem großen Vordach überdacht ist. Die Kapelle betritt man von der Hauptstraße aus über einen vorgelagerten Eingangsraum mit Sandsteinportal. Im Inneren haben sich am Reste der neogotischen Farbfassung (Triumphbogen – Flammen, Apsis – Sterne) erhalten. Über weitere Ausmalungen des in den 1970er Jahren weiß überfassten Innenraumes ist nichts bekannt. Das mittlere Apsisfenster zeigt die Darstellung des Gekreuzigten Christus und den Schriftzug „Es ist vollbracht“. Nach oben öffnet sich der Raum in das als Ingenieurskonstruktion ausgeführte Pfettendach. Dessen fünf Binder ruhen auf schmucklosen Konsolen und sind auf ihrer tonnenförmig vorgeblendeten Unterseite mit Schnitzerei reich verziert. Unterhalb der Empore befinden sich beidseitig des Mittelgangs zwei verglaste Logen, die früher den Rittergutsbesitzern von Ober- und Niederottenhain vorbehalten waren. Sowohl das Gestühl als auch der schachbrettartig verlegte Steinplattenboden sind bauzeitlich erhalten. Das zweigeschossige, freistehende Glockenhaus ist im Sockelbereich aus unregelmäßigen Granitblöcken gemauert und geht im Bereich des Glockenstuhles in eine Konstruktion aus Ziegelmauerwerk mit großen, spitzbogigen Fenstern und Schalltüren über. Den oberen Abschluss bildet ein schiefergedecktes Walmdach mit spitzem Dachreiter und Wetterfahne. | 08960695 |
| Weitere Bilder                          | Wohnhaus (Umgebinde) | Hauptstraße 21 (Karte)                          | 1867                                                                                   | Das freistehende, zweigeschossige Wohnstallhaus mit biberschwanzgedecktem Krüppelwalmdach wurde 1867 erbaut und ist eines von noch zwei erhaltenen Umgebindehäusern in Ottenhain (siehe auch Am Krummbach 13). Bereits 1877 wurde es durch den Anbau von Stall und Schuppen auf einen hakenförmigen Grundriss erweitert. 1927 folgte rückwärtig der Anbau eines weiteren Wirtschaftsteils, in dem zeitweise eine Zimmererwerkstatt untergebracht war. Der massive Stallteil aus Granitbruchsteinmauerwerk war ursprünglich verputzt, das einfache Rasterfachwerk mit Ziegelausfachung im Obergeschoss ehemals verbrettert. Mit durchschnittlich 8 cm Bohlenstärke ist die auf eine Granitschwelle aufgesetzte, unverbretterte Blockstube relativ schwach dimensioniert. Das Kehlbalkendach mit mittig einfach stehendem Stuhl, der als Längsverband mit Kopfbändern ausgebildet ist, wird über eine große Fledermausgaube belichtet. Sämtliche Holzverbindungen sind gezapft. Unterhalb des Stallteils befindet sich ein einfacher, segmentbogig gewölbter und verputzter Ziegelkeller mit Wasserloch. Bemerkenswert sind die Raumhöhen von über 2,20 m sowohl in Erd- als auch im Obergeschoss. Bis auf wenige Ausnahmen sind alle bauzeitlichen Details erhalten: vierteilige Einfachfenster mit Wintervorhangfenstern, Bretter- bzw. Rahmenfüllungstüren mit handgeschmiedeten Beschlägen und Kastenschlössern, die teilverglaste Haustür mit Blumengebindemotiv im schlichten Granitgewände, zeittypische Treppengeländer. Die Blockstube ist innen halbhoch mit senkrechten, profilierten Brettern vertäfelt, die Fensterbretter sind aufwändig eingekehlt. Im Obergeschoss sind die Wände ungedämmt und fachwerksichtig, teilweise verbrettert. Das Haus war bereits Teil der Denkmalaufstellung der DDR aus dem Jahr 1985. Aufgrund seines hochgradig ursprünglichen Erhaltungszustandes ist es von großer baugeschichtlicher Bedeutung. | 08960705 |
|                                         | Wohnstallhaus | Hauptstraße 35 (Karte)                          | Um 1700, womöglich älter                                                               | Das zweigeschossige, traufständige, langgestreckte Wohnstallhaus mit Satteldach und l-förmig angebauter Feldsteinremise wurde um 1700 errichtet. Es handelt sich mit großer Wahrscheinlichkeit um ein ehemaliges Langständerumgebindehaus, das im 19. Jahrhundert durch Zusetzen und Verputzen der Blockstube dem Zeitgeschmack entsprechend verändert wurde. Die Ecklangständer der Fachwerkkonstruktion zeichnen sich unter dem Putz noch ab. Das Obergeschoss erscheint als einfaches, jedoch nur angenageltes Rasterfachwerk, was eine darunter befindliche Kreuzstrebenkonstruktion vermuten lässt. Rückseitig wurde das Haus nachträglich um ein Umgebindejoch verbreitert. Ein deutlicher Hinweis auf das hohe Alter des Hauses ist der auffällig große Dachüberstand zu allen Seiten. Sämtliche Fenster (vierteilige Einfachfenster, im Erdgeschoss mit Wintervorsatzfenstern und Klappläden) sind erhalten, die Gewände des Stallteils sind aus Granit gefertigt. Im 19. Jahrhundert wurde an den Scheunenbereich rechtwinklig zur Straße ein weiterer, eingeschossiger Wirtschaftsteil aus Bruchstein mit großem, korbbogigem Tor angebaut, dessen Dach durch zwei Fledermausgauben belichtet wird. Statt wie ursprünglich mit Schiefer- bzw. Biberschwänzen sind die Satteldächer jetzt mit Betonpfannen gedeckt. Zum Haus gehört ein Bauerngarten mit altem Obstbaumbestand und regionaltypischem Lattenzaun mit Granitsäulen. Das Haus war bereits Teil der Denkmalaufstellung der DDR aus dem Jahr 1985. Aufgrund seines hochgradig ursprünglichen Erhaltungszustandes ist es von großer baugeschichtlicher Bedeutung. Es gehört zu den ältesten regional noch existierenden Wohnstallhäusern. | 08960693 |
| Weitere Bilder                          | Stellmacherei, heute Wohnhaus | Löbauer Straße 1 (Karte)                        | Bezeichnet mit 1829                                                                    | Der eingeschossige, traufständige Massivbau mit Krüppelmansarddach wurde 1829 an der Fernstraße zwischen Bautzen und Zittau (heute S178) als Stellmacherei erbaut. Am östlichen Giebel schließt sich ein eingeschossiger, fensterloser Wirtschaftsanbau mit Satteldach an. Auffällig ist der straßenseitige Mittelrisalit mit Korbbogenportal, das die Jahreszahl der Errichtung trägt. Die historische Eingangssituation mit Vorplatz und Hauslinde wurde inzwischen durch eine durchgehend abgegrenzte Rasenfläche, die alte Haustür durch eine Terrassentür ersetzt. Der Eingang zum Haus erfolgt jetzt von der Dorfstraße über einen rückseitigen Terrassenanbau. An der Grundstückseinfriedung sind die originalen Zaunsäulen aus Granit erhalten. Aufgrund seiner straßenbildprägenden Lage und seiner Funktion als Stellmacherei an der alten Straße zwischen Bautzen und Zittau ist das Haus von ortsgeschichtlicher Bedeutung. | 08960707 |
| Weitere Bilder                          | Wegestein | Löbauer Straße 1 (bei), Ecke Dorfstraße (Karte) | 19. Jahrhundert                                                                        | Etwa 1,40 m hoher Wegstein aus Granit mit allseitig eingetieften Inschriftenfeldern und abgefasten Kanten. Er markiert den Abzweig nach Niedercunnersdorf auf der historischen Verbindungsstraße zwischen Bautzen und Zittau und ist verkehrsgeschichtlich von Bedeutung. | 08960700 |
| Weitere Bilder                          | Wohnhaus | Löbauer Straße 10 (Karte)                       | 1. Hälfte 19. Jahrhundert, womöglich älter                                             | Freistehendes, zweigeschossiges Wohnhaus mit massivem Erdgeschoss, verbrettertem Fachwerk im Obergeschoss und steilem Krüppelwalmdach. Die rückwärtige Hofbebauung mit niedrigen Wirtschaftsgebäuden wird von einer Ziegelmauer umgeben. Insgesamt ist das Haus äußerlich trotz einiger Umbauten (Haustür und wenige Fenster im Obergeschoss erneuert) im Originalzustand erhalten und als typischer Vertreter der ländlichen Bauweise von baugeschichtlicher Bedeutung. Erwähnenswert sind die vierteiligen Einfachfenster mit kleinen Dreiecksüberdachungen, die Granitplatten und -stufen des Eingangsbereiches sowie das gut erhaltene Schieferdach in Altdeutscher Deckung. | 08960704 |
| Direkt Bild zu diesem Denkmal hochladen | Kriegerdenkmal für die Gefallenen des Ersten Weltkrieges, davor Fußgängerbrücke                                                             | Mühlweg (neben Dorfstraße 5) (Karte)            | Nach 1918                                                                              | Das Kriegerdenkmal für die Gefallenen des Ersten Weltkrieges an der Kreuzung von Dorfstraße und Mühlweg ist reizvoll in einen kleinen Ehrenhain eingebettet, der über eine steinerne Bogenbrücke zu erreichen ist. Auf drei Stufen erhöht, erhebt sich die kugelbekrönte, allseitig beschriftete Stele aus rotem Sandstein, deren Ecken als kannelierte Dreiviertelsäulen besonders akzentuiert sind. Die Denkmalwürdigkeit des Objektes erschließt sich aus der Bedeutung für die Ortsgeschichte Ottenhains. | 08960690 |
| Direkt Bild zu diesem Denkmal hochladen | Wohnhaus auf Hakengrundriss | Mühlweg 6 (Karte)                               | Um 1800                                                                                | Zweigeschossiges, freistehendes Wohnhaus mit schiefergedecktem Satteldach auf Hakengrundriss. Das Erdgeschoss ist massiv und verputzt, große Wandstärken lassen eine ehemalige Umgebindekonstruktion vermuten. Das Obergeschoss ist bauzeitlich traufseitig mit zweifarbigem Rautenschieferbehang versehen, giebelseitig verbrettert. In die originalen Fensteröffnungen sind Holzkastenfenster mit Mittelsprosse eingesetzt. Als in der ursprünglichen Konstruktion erhaltenes Fachwerkhaus und Bestandteil der zentralen Ortsbebauung kommt dem Gebäude baugeschichtliche Bedeutung zu. | 08960691 |
| Weitere Bilder                          | Rittergut Oberottenhain (Sachgesamtheit) | Waldstraße 6, 8, 9 (Karte)                      | Bezeichnet mit 1920 (neues Herrenhaus), im Kern älter (18. Jahrhundert)                | Sachgesamtheit Rittergut Oberottenhain, mit folgenden Einzeldenkmalen: Wohnhaus (Nr. 9) mit älterem Anbau, Wirtschaftsgebäude (Nr. 6) eines Rittergutes (siehe Einzeldenkmal 08960706), mit weiterem Wirtschaftsgebäude als Sachgesamtheitsteil sowie Gutspark (Nr. 8, Wirtschaftsgebäude am Gutspark abgebrochen) mit Teich, altem Baumbestand und einem Brunnen; von architektonischem und ortshistorischem Interesse, Wohnhaus im Reformstil der Zeit nach 1910, älteres Wohngebäude mit Korbbogenportal | 09303244 |
| Weitere Bilder                          | Wohnhaus (Nr. 9) mit älterem Anbau, Wirtschaftsgebäude (Nr. 6) eines Rittergutes (Einzeldenkmale zu ID-Nr. 09303244)                        | Waldstraße 6, 9 (Karte)                         | Bezeichnet mit 1920, im Kern älter (Herrenhaus); 19. Jahrhundert (Wirtschafts-gebäude) | Einzeldenkmale der Sachgesamtheit Rittergut Oberottenhain; von architektonischem und ortshistorischem Interesse, Wohnhaus im Reformstil der Zeit nach 1910, daran angebaut älteres Wohngebäude mit Korbbogenportal | 08960706 |
| Direkt Bild zu diesem Denkmal hochladen | Portal an einem Wohnhaus | Zum Sonneberg 9 (Karte)                         | 18. Jahrhundert                                                                        | Handwerklich-künstlerisch von Bedeutung, reich verziertes Sandsteinportal aus Eibau, Hauptstraße 29 | 09300635 |

## Streichungen von der Denkmalliste
| Bild                                    | Bezeichnung       | Lage                      | Datierung           | Beschreibung | ID       |
| --------------------------------------- | ----------------- | ------------------------- | ------------------- | --- | -------- |
| Direkt Bild zu diesem Denkmal hochladen | Wohnhaus          | Am Krummbach 10 (Karte)   | Um 1850             | Baugeschichtlich von Bedeutung, Obergeschoss Fachwerk, zweifarbig verschiefert, Bestandteil der Auenbebauung in weitgehend ursprünglichem Aussehen. Zwischen 2018 und 2024 aus der Denkmalliste gestrichen. | 08960696 |
| Direkt Bild zu diesem Denkmal hochladen | Schmiede          | Löbauer Straße 11 (Karte) | Bezeichnet mit 1852 | Zweigeschossig, orts- und verkehrsgeschichtlich von Bedeutung, da nach der Trassierung der Straße entstanden; nach 2014 von der Denkmalliste gestrichen                                                     | 08960702 |
| Direkt Bild zu diesem Denkmal hochladen | Steindeckerbrücke | Mühlweg 7 (bei) (Karte)   | 19. Jahrhundert     | Baugeschichtlich von Bedeutung, ortstypische Granitplattenbrücke; nach 2014 von der Denkmalliste gestrichen                                                                                                 | 08960682 |

## Tabellenlegende
- Bild: Bild des Kulturdenkmals, ggf. zusätzlich mit einem Link zu weiteren Fotos des Kulturdenkmals im Medienarchiv Wikimedia Commons. Wenn man auf das Kamerasymbol klickt, können Fotos zu Kulturdenkmalen aus dieser Liste hochgeladen werden:
- Bezeichnung: Denkmalgeschützte Objekte und ggf. Bauwerksname des Kulturdenkmals
- Lage: Straßenname und Hausnummer oder Flurstücknummer des Kulturdenkmals. Die Grundsortierung der Liste erfolgt nach dieser Adresse. Der Link (Karte) führt zu verschiedenen Kartendiensten mit der Position des Kulturdenkmals. Fehlt dieser Link, wurden die Koordinaten noch nicht eingetragen. Sind diese bekannt, können sie über ein Tool mit einer Kartenansicht einfach nachgetragen werden. In dieser Kartenansicht sind Kulturdenkmale ohne Koordinaten mit einem roten bzw. orangen Marker dargestellt und können durch Verschieben auf die richtige Position in der Karte mit Koordinaten versehen werden. Kulturdenkmale ohne Bild sind an einem blauen bzw. roten Marker erkennbar.
- Datierung: Baubeginn, Fertigstellung, Datum der Erstnennung oder grobe zeitliche Einordnung entsprechend des Eintrags in der sächsischen Denkmaldatenbank
- Beschreibung: Kurzcharakteristik des Kulturdenkmals entsprechend des Eintrags in der sächsischen Denkmaldatenbank, ggf. ergänzt durch die dort nur selten veröffentlichten Erfassungstexte oder zusätzliche Informationen
- ID: Vom Landesamt für Denkmalpflege Sachsen vergebene, das Kulturdenkmal eindeutig identifizierende Objekt-Nummer. Der Link führt zum PDF-Denkmaldokument des Landesamtes für Denkmalpflege Sachsen. Bei ehemaligen Kulturdenkmalen können die Objektnummern unbekannt sein und deshalb fehlen bzw. die Links von aus der Datenbank entfernten Objektnummern ins Leere führen. Ein ggf. vorhandenes Icon  führt zu den Angaben des Kulturdenkmals bei Wikidata.

## Ausführliche Denkmaltexte
1. ↑  Ehemalige Schule in der Dorfstraße 11:
Das Gebäude wurde Anfang des 18. Jahrhunderts als Wohnstallhaus gebaut und diente spätestens von 1795–1842 als Dorfschule, in der um 1840 etwa 110 Kinder in zwei Klassen unterrichtet wurden. 1845 wurde es für 290 Thaler an Gottfried Rebske verkauft. Die Lutherlinde vor dem Gebäude pflanzte die Dorfgemeinschaft 1883 anlässlich des 400. Geburtstages von Martin Luther. Anfang des 20. Jahrhunderts wurde das Haus als Armenhaus genutzt, bevor es in den 1970er Jahren nur noch als Stall für Hühner und Schweine diente. Der drohende Abriss konnte durch eine Schenkung an die Feuerwehr zur Nutzung als Vereinshaus verhindert werden. Nach der Wende wurde das Haus saniert und als Schul- und Heimatmuseum für die Bevölkerung zugänglich gemacht.
Das freistehende, dreizonige Wohnstallhaus mit Satteldach war ehemals komplett verputzt. Erdgeschoss und Stallteil sind massiv aus Bruchstein gemauert und verputzt und treten an der Südostecke leicht aus der Flucht des Obergeschosses hervor. Das Obergeschoss ist als Fachwerk mit einfacher Riegelung und Feldstreben ausgebildet. Alle Holzverbindungen sind geblattet. Das Satteldach in Kronendeckung ist eine binderlose Kehlbalkenkonstruktion, mittig an der nördlichen Traufseite befindet sich eine Satteldachgaube mit Türöffnung zur Bestückung des Daches.
Im Rahmen der Sanierung wurde die eigentliche Fachwerkkonstruktion an der platzseitigen Traufseite dem Gefüge folgend mit aufgenagelten Brettern nachempfunden, wohl um die groben Bearbeitungsspuren der Verputzung zu verdecken. Ost- und Südseite haben eine komplette Brettverkleidung, der Westgiebel ist massiv ausgeführt. Mehrere Deckenbalken wurden durch Holz aus Abbruchhäusern ersetzt, alle Dielen und Treppen sind erneuert. Die Geschossdecken im Wohnteil sind als verputzte Lehmwickelkonstruktion mit sichtbarer Balkenlage ausgeführt. Die Stube ist mit einem niedrigen, über eine Luke im Flur zugänglichen granitplattengedeckten Keller unterkellert. Am Ende der Kellertreppe befinden sich zwei Lichtnischen, der Kellerboden besteht aus Ziegeln, in der Nordostecke gibt es ein Wasserloch. Tür- und Fenstergewände im Massivteil sind aus Granit und unverziert, nach innen öffnen sich die Fenster mit schräger Laibung und Ziegelsegmentbogen. Sämtliche Fenster und Türen sind original erhalten. Es handelt sich um zweiflüglige, sechsteilige Einfachfenster im Erdgeschoss, im Obergeschoss sind sie zum Teil feststehend mit verschiebbarem Feld.
Aufgrund seiner Geschichte als Schulgebäude kommt dem Haus eine hohe ortsgeschichtliche Bedeutung zu. Der trotz Sanierungsmaßnahmen erhaltene hohe Anteil an Originalsubstanz, vor allem an inzwischen selten gewordenen Details wie Schiebefenstern und Brettertüren mit Originalbeschlägen und Kastenschlössern, verleiht dem Gebäude zusätzlich bauhistorische Bedeutung.